# Веданта
Веда́нта (санскр. वेदान्त, IAST: vedānta, «окончание Вед») — одна из шести ортодоксальных школ (даршан) в философии индуизма. В сущности, веданта является общим названием ряда философско-религиозных традиций в индуизме, объединяемых темой, предметом, и отчасти — основополагающими текстами и написанными к ним комментариями, и разделяемых предлагаемыми решениями. Кроме Вед и Упанишад, авторитетными текстами во всех направлениях веданты считаются «Веданта-сутры» Вьясы, а в теистических школах — «Бхагавад-гита» и «Бхагавата-пурана».
Первоначально это название относилось к философским текстам, примыкавшим к Ведам — Брахманам, Араньякам и Упанишадам, которые являются пояснениями и дополнениями к четырём Ведам. Впоследствии, эти древние ведийские тексты послужили основой для ортодоксальной (астика) школы индийской философии, которая стала называться ведантой. Веданту также называют уттара-миманса (санскр. उत्तरमीमांसा, IAST: uttara mīmāṃsā), то есть второй, поздней, или высшей мимансой, в отличие от другой школы индийской философии — пурва-мимансы — первой мимансы. Пурва-миманса сфокусирована на толковании значения ведийских огненных жертвоприношений и используемых в них мантр, изложенных в Самхитах четырёх Вед и в Брахманах. Веданта же в основном посвящена философскому толкованию учения Араньяк и Упанишад.
Традиция веданты в индуизме интерпретировала Упанишады и объяснила их смысл. Веданта, как и ведийские писания, на которых она основывается, в основном сосредоточена на самоосознании — понимании индивидом своей изначальной природы и природы Абсолютной Истины — в её личностном аспекте как Бхагаван или в её безличном аспекте как Брахман. Веданта, под которой понимается «конечное знание» или «конец всего знания», не ограничивается каким-либо определённым текстом или текстами и у ведантической философии не существует единого источника. Веданта основывается на неизменных, абсолютных, духовных законах, которые являются общими для большинства религий и духовных традиций мира. Веданта, как конечное знание, приводит к состоянию самоосознания или космического сознания. Как исторически, так и в современном контексте, веданта понимается как всецело трансцендентное и духовное состояние, а не как концепция, которая может быть постигнута просто с помощью материального разума.

## Этимология
Термин «веданта» представляет собой санскритское сложное слово:
- веда = «знание» + анта = «конец, заключение» — «кульминация знания» или «приложение к Ведам».
- веда = «знание» + анта = «основная суть», «сущность», «основа», «внутренний смысл» — «основная суть Вед».[1]

## Возникновение
Время формирования веданты как систематического учения неизвестно. По мнению большинства учёных, это произошло в послебуддийскую эпоху. Исследователи предлагают различные даты составления «Веданта-сутр», в основном в период с II века до н. э. по II век н. э. Отдельные учёные предлагают более ранние (V век до н. э.), и более поздние (V век) даты. По мнению ряда российских исследователей «Веданта-сутры» возникли не раньше III—IV веков н. э.
В то время как ведийский ритуальный религиозный процесс карма-канды продолжал практиковаться брахманами, стали также появляться течения, более ориентированные на джнану (знание). Эти новые философско-мистические течения в ведийской религии были сосредоточены на медитации, самодисциплине и духовном самоосознании, а не на ритуальных практиках.
В ранних текстах санскритское слово «веданта» просто использовалось по отношению к наиболее философским ведийским писаниям — Упанишадам. Однако, в более поздний период развития индуизма, слово «веданта» стало употребляться по отношению к философской школе, которая интерпретировала Упанишады. Традиционно веданта принимает свидетельство писаний, или шабда-праману, как наиболее авторитетный метод познания, в то время как чувственное восприятие, или пратьякша, и заключения, сделанные с помощью логики анумана, рассматриваются как подчинённые шабде.
«Веданта-сутры» являются классическим сочинением ведантизма. Согласно индуистской традиции, они были составлены мудрецом Вьясой около 5000 лет назад. В эпоху Средневековья, в VIII веке, Шанкара написал к ним свой комментарий. Мудрец Вьяса произвёл в «Веданта-сутрах» систематизацию ведантических идей, изложив ведийскую философию в форме афоризмов. «Веданта-сутры» известны под различными именами, такими как:
- Брахма-сутра
- Шарирака
- Вьяса-сутра
- Бадараяна-сутра
- Уттара-миманса
- Веданта-даршана

Афоризмы «Веданта-сутр» открыты для всевозможных интерпретаций, что послужило причиной формирования различных ведантических школ, каждая из которых дала свою собственную трактовку текста и составила свои собственные комментарии. Основной темой, присутствующей во всех философских школах веданты, выступает то, что ради осознания Абсолютной Истины ритуальные практики могут быть оставлены в стороне и что вдохновением для индивида на его пути самоосознания является предвосхищение безграничного блаженства, которое ожидает его в конце. Практически все направления современного индуизма в той или иной степени испытали влияние последовательных и логически продвинутых мировоззренческих и философских систем, развитых ведантическими мыслителями.
Хотя ведантисты имеют беспрецедентный статус в истории индуизма, раннее влияние Веданты в Индии сомнительно. До 11-го века Веданта была периферийной школой мысли. Историческая слава и культурное влияние Веданты возросли лишь столетия спустя, в эпоху мусульманских вторжений и последующего опустошения Индии.

## Учение и писания
Все школы веданты в основном базируются на Упанишадах, — ведийских писаниях, в которых изложена философия и различные формы медитации. Упанишады представляют собой комментарии к Ведам, в которых выражена их основная сущность, поэтому Упанишады также называют ведантой — «окончанием Вед». Хотя в них изложена основная суть Вед и они являются основой веданты, часть ведантической философии также происходит от некоторых ранних Араньяк.
Основой веданты является философия Упанишад, в которой Абсолютная Истина называется Брахманом. Мудрец Вьяса был одним из главных поборников этой философии и автором «Веданта-сутр», основанных на Упанишадах. Концепция Брахмана как Верховного Духа или как вечно существующей, имманентной и трансцендентной Абсолютной Истины, являющейся божественной основой всего сущего — выступает как центральная тема в большинстве школ веданты. Понятия личностного Бога или Ишвары также играют важную роль, и различные ведантические школы в основном расходятся в том, как они определяют отношения между Богом и Брахманом.
Философия Упанишад часто выражена загадочным языком, что породило самые разнообразные её интерпретации. В течение истории различные мыслители на свой манер истолковали философию Упанишад и других текстов, таких как «Веданта-сутры», в основном руководствуясь своим собственным пониманием и реалиям своей эпохи. Существует шесть основных интерпретаций этих писаний, три из которых получили наибольшую известность как в Индии, так и за её пределами, это:
- Адвайта-веданта
- Вишишта-адвайта
- Двайта

Эти философские школы веданты были соответственно основаны Шанкарой, Рамануджей и Мадхвой. Нужно, однако, заметить, что индийский буддистский писатель Бхавья в своём труде «Мадхьямака-хридая-карика» ещё до Шанкары описывал ведантическую философию как бхеда-абхеда. Поборники других школ веданты продолжали и продолжают развивать их идеи, хотя труды большинства из них не получили широкого распространения и только известны маленькому кругу их последователей в Индии.
«Бхагавад-гита», со своим синкретизмом санкхьи, йоги и философии Упанишад, также сыграла большую роль в ведантической мысли. «Бхагавад-гиту» также принято называть Упанишадой и все великие ачарьи веданты (такие как Шанкара, Рамануджа, и Мадхва) взяли на себя труд составить обширные комментарии не только к Упанишадам и «Веданта-сутрам», но также и к «Бхагавад-гите». Таким образом, как древние, так и современные ведантисты утвердили значимость «Бхагавад-гиты» в развитии философии и практики веданты.

## Школы веданты

### Адвайта-веданта
Основоположниками адвайта-веданты были Шанкара и его парама-гуру Гаудапада, который изложил философию аджативады. Согласно адвайта-веданте, только Брахман реален, а весь мир — иллюзорен. Как путник в лесу принимает толстую верёвку за змею, так человек, лишённый истинного ведения, считает мир реальным. Как единственная реальность, Брахман не обладает какими-либо атрибутами. Из иллюзорной потенции Брахмана, называемой майя, проявляется материальный мир. Неведение об этой реальности является причиной всех страданий в материальном мире, и только посредством обретения истинного знания о Брахмане возможно достичь освобождения. Когда индивид пытается осознать Брахман с помощью своего ума, под влиянием майи, Брахман проявляется как Бог (Ишвара), — отдельно от мира и от индивида. На самом деле, не существует никакой разницы между индивидуальной душой дживатманом и Брахманом. Освобождение (мокша) заключается в осознании реальности этой тождественности (а-двайта, «не-двойственность»). Таким образом, освобождение в конце концов достигается исключительно путём знания (джнаны).
Адвайта-веданта — единственное из ведантических учений, относящихся к астике (то есть ортодоксальных, признающих авторитет Вед), которое последовательно настаивает на нереальности, иллюзорности мира. По этой причине индийские мыслители из школ двайты Мадхвы и Чайтаньи считали адвайту неортодоксальной и обвиняли Шанкару в «криптобуддизме». В. С. Костюченко отмечает, что «в современной Индии это тема ряда философских симпозиумов и конференций. Дискуссии эти показали, что, во всяком случае, утверждения о „замаскированном буддизме“ адвайты являются упрощением и огрублением реального взаимоотношения обоих учений. Уже начиная с Шанкары (яростно критикующего буддизм во всех его вариантах) пути вновь начинают расходиться». По мнению Сарвепалли Радхакришнана, «не подлежит сомнению, что Шанкара развивает всю свою систему из упанишад, а „Веданта-сутру“ разрабатывает безотносительно к буддизму» Ф. М. Мюллер аналогично отрицает влияние буддизма на Шанкару.
Ранний Адвайтин Гаудапада (6-7 вв. Н. Э.) находился под влиянием буддизма. Гаудапда перенял буддийские доктрины о том, что высшая реальность — это чистое сознание (виджняпти-матра) и «что природа мира — это четырёхугольное отрицание». Гаудапада «вплел обе доктрины в философию Мандукья- упанишады, которая была далее развита Шанкарой». Гаудапада также перенял буддийскую концепцию «аджаты» из философии Мадхьямаки Нагарджуны. Шанкаре удалось ввести майяваду Гаудапады в «Брахма-сутры» Бадараяны, «и придать ей locus classicus», вопреки реалистическому течению Брахма-сутр.

### Вишишта-адвайта
Основоположником вишишта-адвайты был Рамануджа. Он утверждал, что дживатман является частичкой, подобной Брахману, но не идентичной Ему. Основное отличие вишишта-адвайты от адвайты заключается в утверждении того, что Брахман, индивидуальные души и материя обладают атрибутами. Они одновременно отличны и неотделимы друг от друга. Данная школа провозглашает путём к освобождению бхакти или любовь и преданность Богу, представляемого в Его изначальной и верховной форме как Вишну. Майя рассматривается как творческая потенция Абсолюта.

### Двайта
Основоположником двайты выступил Мадхвачарья. В двайте Бог полностью отождествляется с Брахманом. Личностный Бог в Своей Верховной форме как Вишну, или как Его аватара Кришна, выступает как источник безличного Брахмана. Брахман, индивидуальные души и материя рассматриваются как вечные и существующие отдельно друг от друга элементы. В двайте бхакти также объявляется путём к освобождению.

### Двайта-адвайта
Философию двайта-адвайты впервые изложил Нимбарка. Она в основном базируется на появившейся ранее философской школе бхеда-абхеда, основоположником которой выступил Бхаскара. В двайта-адвайте дживатма является одновременно единой с Брахманом и отличной от Него — их взаимоотношения могут рассматриваться с одной стороны как двайта, а с другой стороны как адвайта. В этой школе Кришна считается изначальной Верховной формой Бога — источником мироздания и всех аватар.

### Шуддха-адвайта
Основоположником шуддха-адвайты был Валлабха. В этой философской системе бхакти также выступает как единственный способ обретения освобождения — достижения вечной обители Кришны в духовном мире — планеты Голоки (в буквальном переводе — «мир коров»; на санскрите слово го означает «корова», а лока «планета»). Утверждается, что эта планета, так же, как и все её обитатели, обладает природой сат-чит-ананда и является местом, где вечно осуществляются лилы Кришны и Его спутников.

### Ачинтья-бхеда-абхеда
Основоположником ачинтья-бхеда-абхеды был бенгальский религиозный реформатор Чайтанья Махапрабху (1486—1534). Данное понятие можно перевести как «непостижимое единство и различие» в контексте взаимоотношений Кришны (выступающего как изначальная верховная форма Бога) и индивидуальной души (дживы), а также в контексте отношений Кришны и других его проявлений и энергий (таких, как материальный мир).
В ачинтья-бхеда-абхеде — качественно душа (джива) идентична Богу, но в количественном отношении индивидуальные дживы бесконечно малы по сравнению с безграничным Личностным Абсолютом. Природа таких взаимоотношений (одновременного единства и различия с Кришной) непостижима для человеческого ума, но может быть осознана посредством любовного преданного служения Богу, называемому бхакти или бхакти-йогой. Эта концепция является своего рода синтезом двух школ веданты — чистого монизма адвайта-веданты, где Бог и джива выступают как одно, и чистого дуализма двайта-веданты, где Бог и джива абсолютно отличны друг от друга. Концепция ачинтья-бхеда-абхеды лежит в основе богословия гаудия-вайшнавской традиции индуизма, современным представителем которой являются Гаудия-матхи и Международное общество сознания Кришны (ИСККОН).

### Современная веданта
Термин «современная веданта» иногда используется для описания интерпретации адвайта-веданты, сделанной Вивеканандой из монашеского ордена Рамакришна-матха. Основными положениями его учения является то, что:
- Несмотря на то, что Бог является Абсолютной Истиной, — природа мира релятивна и посему он не должен полностью отвергаться.
- Условия крайней нищеты должны быть устранены — только тогда люди смогут повернуться к Богу.
- Все религии сражаются на своём пути постижения изначальной истины. Поэтому все сектантские различия должны быть оставлены в стороне и начата практика религиозной терпимости как между различными направлениями в индуизме, так и в христианстве, иудаизме, исламе и буддизме.

Вивекананда принял участие в Парламенте мировых религий в Чикаго в 1893 году и стал влиятельной фигурой в западной и индийской мысли. Он сыграл большую роль в распространении веданты на Западе. Его поездка на Запад подверглась критике со стороны некоторых ортодоксальных индуистов, тогда как его последователи заявили, что он возродил веданту, объяснив, как её можно применить в современном мире. Для Вивекананды веданта не являлась просто сухой философией, а представляла собой живой процесс самопознания.
В своей интерпретации философии адвайты Шанкары Вивекананда отвёл значительное место и для бхакти. Он объяснял, что гораздо легче начать медитировать на личностную форму Бога и её качества, чем на безличный и бесформенный Брахман. Сагуна-брахман и Ниргуна-брахман он рассматривал как две стороны одной монеты.

## Влияние на Западе
Известный философ Георг Вильгельм Фридрих Гегель в ведении к своему труду «Феноменология духа», а также в «Науке Логики», ссылается на индийскую философию, сходную с адвайта-ведантой. Веды и Упанишады также оказали большое влияние на Артура Шопенгауэра, который по этому поводу сказал следующее:
Если бы читатель получил благо от Вед, доступ к которым через посредство Упанишад, по моему мнению, является величайшим благом, которое нынешний, только начинающийся век (1818), может считать преимуществом перед всеми прошедшими столетиями. Если бы читатель был посвящён в изначальную индийскую мудрость и принял бы её с открытым сердцем, он был бы готов самым надлежащим образом для того, чтобы услышать то, что я хочу ему сказать.
К известным западным мыслителям, которые испытали на себе влияние веданты или комментировали её, относятся: Фридрих Ницше, Макс Мюллер, Рене Генон, Олдос Хаксли, Д. Б. Пристли, Кристофер Ишервуд, Ромен Роллан, Алан Уотс, Юджин Вигнер, Арнольд Тойнби, Джозеф Кэмпбелл, Герман Гессе, Уилл Дюран, Никола Тесла, Эрвин Шрёдингер и Джон Добсон.

## Комментарии
1. ↑  The term "mayavada" is still being used, in a critical way, by the Hare Krshnas. See[23][24][25][26]